# Rue Sainte-Anne
Rue Sainte-Anne je ulice v Paříži. Nachází se na hranicích 1. a 2. obvodu. Ulice získala pojmenování po svaté Anně na počest francouzské královny Anny Rakouské, manželky Ludvíka XIII.

## Poloha
Ulice vede od křižovatky s Avenue de l'Opéra a končí u Rue Saint-Augustin. Ulice je orientována z jihu na sever. Směrem na jih pokračuje ulice Rue de l'Échelle a na severu na ni navazuje Rue de Gramont.

## Historie
Rue Sainte-Anne ležela mimo městské hradby až do zboření západní části hradeb Karla V. a posílení bašt hradeb Ludvíka XIII. na počátku 30. let 17. století při rozšíření opevněného území.
Dnešní ulice je výsledek spojení dvou ulic, které původně vznikly nezávisle na sobě. První, jižně od současné Rue des Petits-Champs, končila na severu u Butte des Moulins. Část mezi ulicemi Rue d'Anglade a Rue du Clos-Georgeau (tato část zmizela při výstavbě Avenue de l'Opéra) byla otevřena v roce 1633. Druhá část sahala od Rue des Petits-Champs k Rue Saint-Augustin. Spojení obou ulic proběhlo kolem roku 1650.
Od svého vzniku nesla ulice různá jména, např. „Rue de la Basse-Voirie“ (Spodní ulice) nebo „Rue au Sang“ (Krvavá ulice) kvůli pohodnictví, které probíhalo poblíž koňského trhu u Porte Saint-Honoré. Ulice získala pojmenování po svaté Anně v roce 1633 na počest královny Anny Rakouské.
Prodloužení ulice severně od tehdejší Rue Neuve-des-Petits-Champs nemělo zprvu jméno, protože zde byly pouze zeleninové zahrady a sady. Po výstavbě se nazývala Rue de Lionne podle paláce státního tajemníka Huguese de Lionne, který se nazýval „hôtel de Lionne“ (nebo „de Lyonne“). Od roku 1672, dvacet let po sjednocení ulice, se i tato část pojmenovala na Rue Sainte-Anne.
V roce 1792 se ulice přejmenovala na „Rue Helvétius“ na počest francouzského filozofa Claude-Adriena Helvétia, který zde před revolucí bydlel.
Ministerské rozhodnutí ze 7. února 1802 stanovilo šířku této veřejné komunikace na 8 metrů. Výnosem z 27. dubna 1814 byl ulici vrácen její původní název Rue Sainte-Anne.
Na počátku 20. století se ulice stala místem setkávání homosexuálů a mužské prostituce. Lázně Sainte-Anne otevřené v ulici během první světové války, navštěvovala homosexuální klientela. V ulici se rozšířily bary, restaurace a noční kluby. Koncem 60. let s rozvojem hnutí za sexuální osvobození a otevřením v ulicích nočních podniků (Le Sept, Le Bronx, Le Colony atd.) se ulice stala jedním z center pařížského gay života. Zrod nové gay čtvrti ve čtvrti Marais vedl na konci 70. let postupně k uzavření podniků v Rue Sainte-Anne a jejich zániku v 80. letech.
Po roce 2000 se v ulici objevily japonské restaurace.

## Významné stavby a pamětihodnosti
- dům č. 7: sídlila zde diskotéka Le Sept, natáčel se zde film Saint Laurent
- dům č. 9: žila zde Alice Lavigne (1854–1909), herečka Théâtre du Palais-Royal
- dům č. 10: kasárna hasičů Saint-Honoré
- domy č.12-14: na jejich místě se nacházel palác, kde bydlel admirál Charles Henri d'Estaing, gilotinovaný za Francouzské revoluce
- dům č. 12: v roce 1932 zde zpěvačka a herečka Suzy Solidor otevřela podnik La Vie parisienne, jeden z prvních kabaretů pro lesbickou klientelu
- dům č. 17: bydlel zde básník Simon-Pierre Mérard de Saint-Just
- dům č. 32 bis: městský palác Hôtel Villedo
- dům č. 34: hôtel du Barry, palác nechal postavit Jean-Baptiste Dubarry (1723–1794), oženil se zde s Madame du Barry
- dům č. 43: v paláci bydlel markýz de Cursay, správce Korsiky v letech 1748–1752 ve službách Janovské republiky
- dům č. 46: v roce 1704 zde zemřel biskup Jacques-Bénigne Bossuet
- dům č. 47: hôtel Lully, palác postavil v roce 1670 architekt Daniel Gittard pro skladatele Jeana Baptistu Lullyho. Skladatel zde žil do roku 1683.
- dům č. 59: vstup do Passage Sainte-Anne
- dům č. 63: za první světové války zde byl otevřen hammam Les Bains Sainte-Anne, které se stalo místem mužské prostituce. V letech 2017–2021 zde měla sídlo politická strana La République En Marche!